# 동광양중학교
동광양중학교(東光陽中學校)는 대한민국 전라남도 광양시 중동에 있는 공립 중학교이다.

## 학교 연혁
- 1993년 8월 12일 : 동광양중학교 설립인가
- 1994년 3월 1일 : 초대 신상호 교장 부임
- 1994년 3월 2일 : 개교
- 2022년 9월 1일 : 제15대 최경화 교장 부임
- 2025년 1월 7일 : 제30회 169명 졸업(총 8,350명)
- 2025년 3월 4일 : 제33회 입학식(6학급 163명)

## 참고 자료
- 동광양중학교 - 한국교육학술정보원 학교알리미